# Mandato representativo
El mandato representativo es una forma de mandato político, que posee la característica de ser general, libre, y no revocable. Es decir, que bien puede pasar que el representante pueda tomar acciones y votar o comprometerse, aplicando su propio criterio y según su leal saber y entender, sin que eventualmente tenga que respetar sus eventuales compromisos anteriores adquiridos o aceptados frente a sus mandantes. Este concepto se opone al de mandato imperativo.
El gobierno representativo o la democracia representativa (denominación esta última más reciente en la historia), reposa sobre el principio de mandato representativo. Los elegidos para conformar el poder, deben poder disponer de completa libertad de acción, tal que no les obligue ni se sientan comprometidos a satisfacer un eventual pedido o una orden de sus electores, o un eventual compromiso previo.
En el caso de Francia, por ejemplo, el artículo 27 de la Constitución de la V República Francesa (promulgada en 1958) establece :

« Tout mandat impératif est nul. Le droit de vote des membres du Parlement est personnel. »
Traducción al español: « Todo mandato imperativo es nulo. El derecho a voto de los miembros del Parlamento es personal. »

## Historia
Generalmente se considera que el mandato representativo surgió en el parlamento del Reino Unido durante el siglo XVI.
En el Antiguo Régimen (Francia), los representantes sentados en los parlamentos fueron los defensores, con poder real, de las preocupaciones de los intereses locales de aquellos a quienes representaban. Estos diputados eran los portavoces de los grupos que los habían encomendado, impuestas, a menudo bajo coacción, por las autoridades locales, un mandato imperativo que fijaba precisamente lo que podían hacer, decir y negociar.
Gradualmente, los diputados expresaron el deseo de independencia y se tomó la costumbre de considerarlos ya no como representantes directos de los intereses especiales de las parroquias del reino, sino como delegados de todo el país.

## Motivaciones
La asamblea es un espacio de confrontación de ideas y de construcción de consensos. Esta dinámica sería casi imposible de desarrollar si los elegidos fueran simples representantes de una cierta idea de partida a la que deberían atenerse, ya que ello impediría el mutuo enriquecimiento con las ideas y propuestas de los otros, pues las decisiones y las votaciones quedarían muy encorsetadas. Por lo tanto, es fundamental que exista la posibilidad de modificar los propios puntos de vista, en función de la comprensión de las alternativas y consecuencias que se vayan poniendo en evidencia durante los debates. Claro, podría señalarse que los objetivos y las restricciones son bastante similares en el ámbito de la diplomacia internacional, y que asimismo, los negociadores diplomáticos seguramente no siempre se benefician de un mandato representativo de sus respectivas autoridades de tutela. Naturalmente, cierta libertad de iniciativa es indispensable en el marco de la negociación diplomática, pero ello no parece ser incompatible con algún tipo de mandato.
Pero en el caso que nos ocupa, los elegidos no solamente son los representantes de sus electores, sino que como cuerpo se constituyen en representantes de la nación en su conjunto. Y es precisamente esta consideración que en 1774 permitía a Edmund Burke argumentar lo siguiente :

« Le Parlement n'est pas un congrès d'ambassadeurs représentant des intérêts divers et hostiles, c'est l'assemblée délibérante d'une nation n'ayant qu'un seul et même intérêt en vue, celui de la Nation »
Traducción al español: « El parlamento no es un congreso de embajadores que representan intereses diversos y hostiles, sino que es la asamblea deliberante de la nación, la que tiene un solo y único interés, el de la propia Nación »

Es la asamblea y no los elegidos la que ejerce la soberanía nacional. Y por lo tanto y en ese ámbito, los elegidos no deberían ser voceros de intereses particulares, sino que por encima de todo, deberían defender los intereses superiores de la nación.

## Críticas
El sistema representativo limita las sanciones de los elegidos que por ejemplo no respetan sus promesas  electorales, únicamente al riesgo de no reelección al finalizar su período. 
De hecho, la asociación de un programa político a un mandato representativo es paradójico, ya que no se puede pretender que el elegido sea libre de votar las leyes según su propia conciencia y buena fe, y a la vez obligarle a respetar un determinado programa durante todo su mandato. En efecto, elegir según un mandato representativo no equivale a pronunciarse por un determinado proyecto político sino por una persona.
El mandato representativo equivale por tanto a una concepción elitista del mandato político. Se supone que la elección sea, no la expresión de una voluntad general, sino un proceso destinado a seleccionar a los ciudadanos más aptos para conducir los asuntos públicos. Y es a este título que el elegido es legitimado, cuando por ejemplo toma una decisión contraria a la voluntad mayoritaria popular.
Este enfoque presupone cierta incapacidad de los pueblos para gobernarse a sí mismos en forma directa, lo que fue claramente afirmado por Montesquieu en su obra De l'esprit des lois :

« Il y avait un grand vice dans la plupart des anciennes républiques: c'est que le peuple avait droit d'y prendre des résolutions actives, et qui demandent quelque exécution, chose dont il est entièrement incapable. Il ne doit entrer dans le gouvernement que pour choisir ses représentants, ce qui est très à sa portée. »
Traducción al español: « Existía un gran vicio en la mayoría de las antiguas repúblicas, y era que el pueblo tenía derecho a adoptar resoluciones activas, que demandarían etapas de ejecución y reglamentación, cosa en que el pueblo no es necesariamente capaz. El pueblo debe intervenir para elegir sus representantes, lo que perfectamente astá a su alcance. »

Pero numerosos electores estimaron que tenían derecho de pronunciarse no solamente sobre la personalidad de los candidatos, sino también sobre sus proyectos y sus convicciones, ya que consideraban la falta de constancia de los elegidos respecto de sus apreciaciones, como una traición a sus compromisos. Esta problemática contribuye en forma importante a alimentar la "crisis de la democracia" que se constata en varios países con democracia representativa, pues contribuye a alimentar reservas y a veces franca desconfianza de los electores respecto de los elegidos.